# Anisaedus rufus
Espèce
Synonymes
- Compsopus rufus Tullgren, 1905
- Anisaedus argentinus Mello-Leitão, 1942

Anisaedus rufus est une espèce d'araignées aranéomorphes de la famille des Palpimanidae.

## Distribution
Cette espèce est endémique d'Argentine. Elle se rencontre dans les provinces de Formosa, de Salta, de Santiago del Estero, de Catamarca, de La Rioja et de San Juan,.

## Description
La femelle holotype mesure 8,5 mm.
Les mâles mesurent de 7,09 à 7,88 mm et les femelles de 7,70 à 10,04 mm.

## Publication originale
- Tullgren, 1905 : Aranedia from the Swedish expedition through the Gran Chaco and the Cordilleras. Arkiv för Zoologi, vol. 2, no 19, p. 1-81 (texte intégral).